# PalaLottomatica
O PalaLottomatica é o maior centro esportivo, de convenções e eventos musicais coberto de Roma.Projetado em 1956, foi construído no biênio 1958-1960 em ocasião dos Jogos Olímpicos de Verão de 1960 e serviu como local para as provas de basquete e boxe. O centro esportivo é considerado uma das obras-primas do racionalismo italiano na arquitetura.
Anteriormente conhecido como Palazzo dello Sport ou PalaEUR, devido ao nome do bairro onde está situado, o EUR, foi rebatizado com o nome do patrocinador que financiou as obras de modernização de 1999 a 2003.
A arquitetura moderna e as notáveis dimensões (a cúpula tem um diâmetro de 95 metros) fazem do PalaLottomatica uma das mais importantes arenas esportivas da Europa. Sendo uma arena com diferentes funções, o PalaLottomatica é capaz de sediar desde congressos acadêmicos até grandes eventos musicais e esportivos, com público superior a 11.000 espectadores. 

## Ligação externa
- Página oficial